# 3DAYS
『3DAYS』（スリーデイズ）は、2006年に広島テレビで放送されたドキュメンタリー番組。ステレオ放送ならびにハイビジョン制作（地上デジタル放送のみ）。
番組は毎回、広島県をリードするキーパーソンたちを取り上げ、その人物に3日間密着取材していた。
番組は2006年末をもって終了。その後は2007年1月から同年3月まで同時間帯で札幌テレビ制作の『1×8いこうよ!』が放送された。

## 放送時間
- 日曜日 17時00分 - 17時30分
- 金曜日 25時45分 - 26時15分（再放送）